# Cheilosia swannanoa
Cheilosia swannanoa är en tvåvingeart som beskrevs av Clement Samuel Brimley 1925. Cheilosia swannanoa ingår i släktet örtblomflugor, och familjen blomflugor.
Artens utbredningsområde är North Carolina. Inga underarter finns listade i Catalogue of Life.